# Сангушко, Фёдор Андреевич
Фёдор Андре́евич Сангу́шко (ок. 1500 — † ноябрь 1547) — староста владимирский (1531—1547), позднее винницкий и брацлавсикий (1544—1547), маршалок Волынской земли (1535—1547), боролся против крымских татар. Записан в Супральском поминальнике (поз. 31, 83).

## Биография
Родился около 1500 года в княжеской семье: отец — князь Андрей Александрович Сангушко (?-1534), в семье было семеро детей.
Выступал за защиту православия, был меценатом множества храмов древнего Владимира, Берестья, Киева, Вильно, Луцка, фундатором церкви Святого Николая в Милецком монастыре, покровитель Выдубицкого монастыря в Киеве и Зимненского монастыря, похоронен в Киево-Печерской лавре. Владел селом Карасин, которое купил у Петра Баевского.
Уряд маршалка подразумевал возможность апелляции при несогласии с судебным решением старосты. Эта возможность была определена для волынской шляхты привилеем на
уряд маршалку князю Федору Сангушко от 30 января 1535 года:

«всякии земскии дела судити… А што ся дотычеть отзыванья в судех, подданнымъ нашимъ … тогды вольно будеть кождому князю и пану и земяном отозватися до него, маршалка земского»

## Семья
- Жена — Анна Йовановна Бранкович (?—1578), из рода Бранковичей.
- Сыновья — Дмитрий (ум. январь 1555), Андрей, Роман (1537—1571).
- Дочери — Федора[7], Марина[8], Варвара[9].